# Estadi Durival Britto e Silva
L'Estadi Durival Britto e Silva, també conegut com Estadi Vila Capanema, és un estadi de futbol de la ciutat de Curitiba, capital de l'Estat de Paranà del Brasil.
Fou construït l'any 1947 i fou una de les seus de la Copa del Món de Futbol de 1950. Ha estat la seu del clubs Clube Atlético Ferroviário (1947–1971), Colorado Esporte Clube (1971–1989) i Paraná Clube (1989–present). La seva capacitat és de 20.000 espectadors.

## Referències

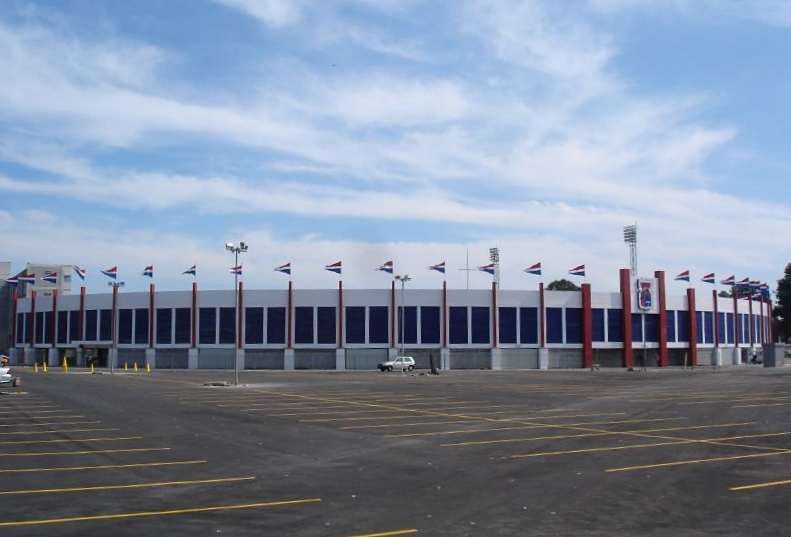
Entrada de l'estadi.

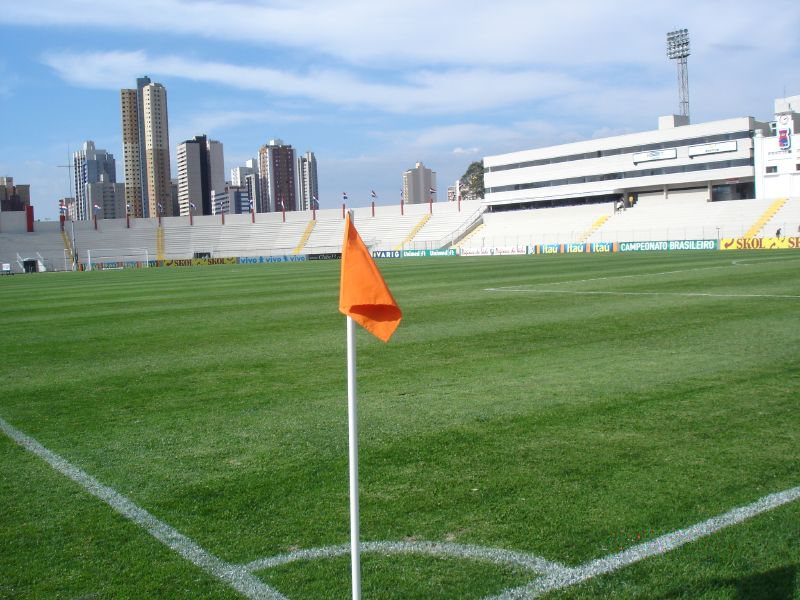
Vista interior de l'estadi.